# Thyridanthrax rotundifacies
Thyridanthrax rotundifacies är en tvåvingeart som först beskrevs av Paramonov 1927.  Thyridanthrax rotundifacies ingår i släktet Thyridanthrax och familjen svävflugor. Inga underarter finns listade i Catalogue of Life.